# کنجکاوی گربه را کشت

کنجکاوی گربه را کشت، ضرب‌المثلی انگلیسی‌ست که هشدار می‌دهد، فضولی می‌تواند تبعات مضری داشته باشد.

«کنجکاوی گربه را کشت» (به انگلیسی: Curiosity killed the cat) ضرب‌المثلی است که برای هشدار دربارهٔ خطراتِ کاوش یا آزمایشِ غیرضروری به‌کار می‌رود. شکل اصلیِ این ضرب‌المثل، که امروزه به‌ندرت استفاده می‌شود، «نگرانی گربه را کشت» بود. در آن کاربرد قدیمی، «نگرانی» به معنای «دلهره» یا «اندوه برای دیگران» به‌کار می‌رفت. معادل پارسی این اصطلاح «فضولی موقوف» و یا «فضول را بردند جهنم گفت هیزمش تر است» می‌باشد.

## ریشه
قدیمی‌ترین اشاره چاپ‌شده به ضرب‌المثل اصلی در نمایشنامهٔ «هر مرد در خلق‌وخوی خود» نوشتهٔ نمایشنامه‌نویس انگلیسی بن جانسون در سال ۱۵۹۸ دیده می‌شود.
آشوب و شلوغی، اندوه را کنار بگذار، نگرانی گربه را می‌کشد، همه دم‌ها بالا، و پشیزی برای جلاد.
این نمایشنامه نخستین‌بار توسط گروه نمایش شکسپیر، یعنی «مردان لرد چمبرلین» اجرا شد. شکسپیر نیز نقل‌قولی مشابه را در نمایشنامه حدود سال ۱۵۹۹ خود، «هیاهوی بسیار برای هیچ»، استفاده کرد.
هی! شجاعت داشته باش، مرد! چه اهمیتی دارد که نگرانی گربه را کشت، تو آن‌قدر جرأت و جسارت داری که خودِ نگرانی را بکشی.
این ضرب‌المثل دست‌نخورده باقی ماند دست‌کم تا سال ۱۸۹۸. ازبِنزر کابهم بروئر این تعریف را در فرهنگ اصطلاحات و افسانه‌های خود گنجاند.
نگرانی گربه را کشت. می‌گویند «گربه نه جان دارد»،
اما نگرانی همه‌شان را فرسوده می‌کند.

## تحول
خاستگاهِ نسخهٔ مدرنِ ضرب‌المثل نامشخص است. در یک روزنامهٔ ایرلندی از سال ۱۸۶۸ آمده: «می‌گویند کنجکاوی روزی گربه‌ای را کشت.» یکی از نخستین ارجاعات چاپ‌شده به عبارت دقیقِ «کنجکاوی گربه را کشت» در مجموعهٔ جیمز آلن مِیر با عنوان «راهنمای ضرب‌المثل‌ها: انگلیسی، اسکاتلندی، ایرلندی، آمریکایی، شکسپیری و کتاب‌مقدسی؛ و شعارهای خانوادگی» در سال ۱۸۷۳ دیده می‌شود، که در صفحهٔ ۳۴ به‌عنوان ضرب‌المثلی ایرلندی ثبت شده. در ویرایش ۱۹۰۲ کتاب «ضرب‌المثل‌ها: جملات قصار و عبارات» نوشتهٔ جان هندریکس بشتل، عبارت «کنجکاوی گربه را کشت» تنها مدخلِ زیرِ عنوانِ «کنجکاوی» در صفحهٔ ۱۰۰ است.
داستان کوتاه «مدارس و مکاتب» نوشتهٔ اُ. هنری در سال ۱۹۰۹ شامل اشاره‌ای است که نشان می‌دهد دانش مربوط به این ضرب‌المثل تا آن زمان رواج یافته بود:
کنجکاوی می‌تواند کارهای بیشتری از کشتن گربه انجام دهد؛ و اگر احساساتی که به‌طور کلی به‌عنوان ویژگی‌های زنانه شناخته می‌شوند، برای حیات گربه‌ها مضر باشند، پس حسادت به‌زودی تمام دنیا را بی‌گربه می‌کند.
خودِ این عبارت تیتر داستانی در روزنامه واشینگتن پست در سال ۱۹۱۶ بود دربارهٔ گربه‌ای که از دودکش بالا رفته بود و پس از سقوط به طبقه پایین جان خود را از دست داده بود.
با وجود این ظهورات پیشین، این ضرب‌المثل به اشتباه به اوژن اونیل نسبت داده شده است، کسی که در نمایشنامهٔ خود به نام «Diff'rent» (متفاوت) در سال ۱۹۲۰ عبارت «کنجکاوی گربه را کشت!» را گنجانده است.
بنی—(با چشمک) کنجکاوی گربه را کشت! از من سؤالی نپرس، منم دروغی بهت نخواهم گفت.

## تغییرات

### ... اما رضایت او را به زندگی بازگرداند
در ۱۰ آگوست ۱۹۰۵، روزنامه گالوستون دیلی نیوز (صفحه ۶) نقل قول زیر را بدون کلمه «رضایت» چاپ کرد:
کنجکاوی گربه‌را کشت، اما او به زندگی بازگشت

در ۲۳ دسامبر ۱۹۱۲، اولین اشاره چاپی شناخته‌شده به این گونه ضرب‌المثل در روزنامه تیتوسویل هرالد (صفحه ۶) یافت می‌شود:
در اینجا ارزش‌های بیشتری خواهید یافت. به ما گفته شده است:

«کنجکاوی گربه را کشت،

اما رضایت آن را بازگرداند.»

همین داستان در مورد مواد غذایی هم صدق می‌کند.

«قیمت‌ها مواد غذایی را می‌فروشند، اما همیشه قطعیت است که مشتری را بازمی‌گرداند.»
همان‌طور که از این نقل قول‌ها پیداست، به نظر می‌رسد که این ضرب‌المثل خیلی زود معروف شده است.
روزنامه هریسبورگ پاتریوت (صفحه ۲)، ۲۶ مارس ۱۹۱۷:
کنجکاوی گربه‌را کشت، اما رضایت او را به زندگی برگرداند
روزنامه جول رکورد (صفحه ۳)، ۱۵ مه ۱۹۲۴:
بیایید در تاریخ ۱۹ و ۲۱ مه و این معما را تکمیل‌شده ببینید. همان‌طور که ضرب‌المثل می‌گوید:
«کنجکاوی گربه را کشت،
اما رضایت آن را بازگرداند.»

### کاربرد امروزی
آلبوم «ارزش‌های جدید» (۱۹۷۹) اثر ایگی پاپ شامل آهنگ «کنجکاوی» است که توسط ایگی پاپ و اسکات تورستون نوشته شده است. این آهنگ شامل سطرهای زیر است:
کنجکاوی گربه را کشت، اما چیزی که پیدا کرد او را به زندگی برگرداند.
رمان ترسناک «درخشش» نوشتهٔ استیون کینگ در سال ۱۹۷۷، شامل سطرهای زیر است:
کنجکاوی گربه را کشت، دُرّوم عزیز من. ردروم عزیزم، رضایت او را به زندگی برگرداند.